# Frédéric Mébarki
Pour les articles homonymes, voir Mebarki.
Frédéric Mébarki est un encreur de bande dessinée et illustrateur français.

## Biographie
Pendant la période post-Goscinny d'Astérix, il est le principal assistant d'Albert Uderzo avec son frère coloriste Thierry Mébarki, Michel Janvier (lettreur) et Régis Grébent (coordinateur) au sein du studio des éditions Albert René. Il est également le dessinateur des produits dérivés du petit gaulois jusqu'à sa démission,.
Il avait d'ailleurs été pressenti pour succéder à Albert Uderzo pour dessiner le 35e album d'Astérix (c'est finalement Didier Conrad qui est retenu aux côtés du scénariste Jean-Yves Ferri)

## Travaux
- Encrage des albums : Le Fils d'Astérix, Astérix chez Rahazade, La Rose et le glaive, La Galère d'Obélix, Astérix et Latraviata, Le Ciel lui tombe sur la tête, Le livre d'or d'Astérix (Albert René)